# Беріайн
Беріайн (ісп. Beriáin) — муніципалітет в Іспанії, у складі автономної спільноти Наварра. Населення — 3651 особа (2009).
Муніципалітет розташований на відстані близько 310 км на північний схід від Мадрида, 9 км на південь від Памплони.

## Демографія
Динаміка населення (INE ):

## Галерея зображень

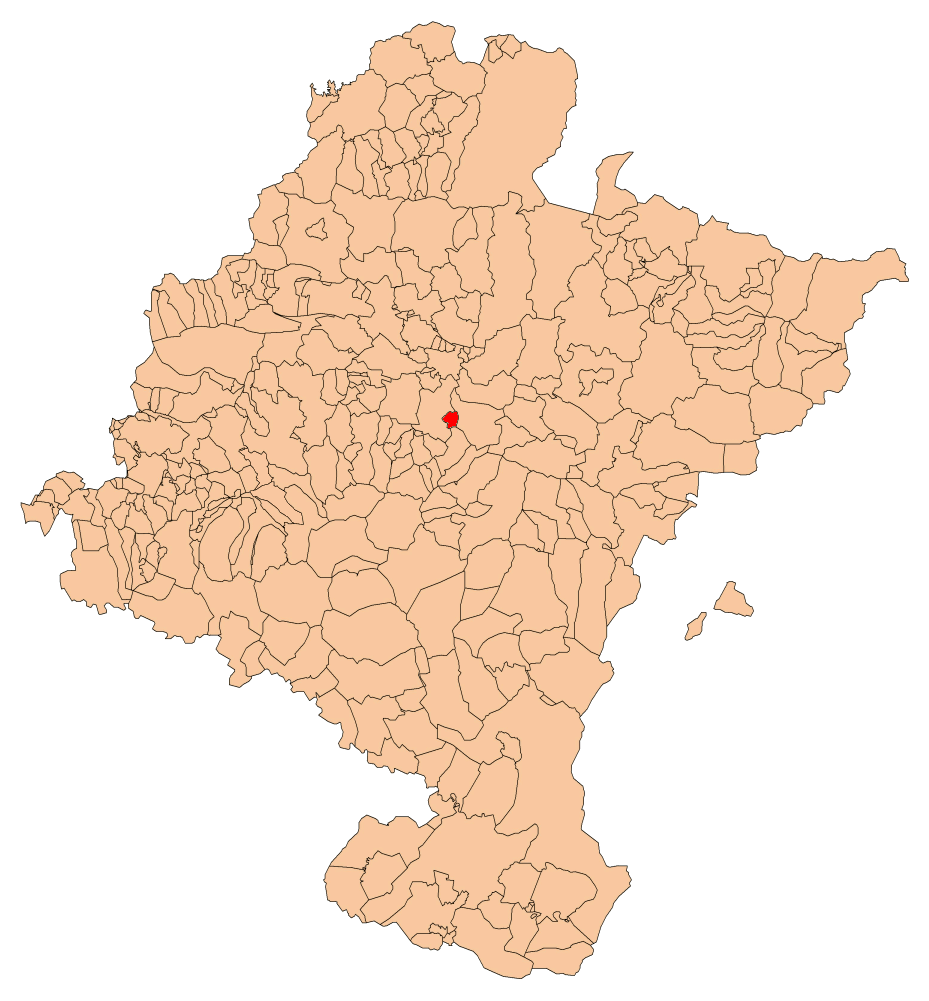
Розташування муніципалітету